# Luca Presta
Luca Presta (né le 6 décembre 1995 à Belvedere Marittimo) est un joueur italien de volley-ball. Il mesure 2,00 m et joue central.

## Clubs
| Club              | De        | À   |
| ----------------- | --------- | --- |
| Blu Volley Vérone | 2012-2013 | ... |

## Palmarès
Néant.